# Oliver Hirschbiegel
Oliver Hirschbiegel, född 29 december 1957 i Hamburg, är en tysk filmregissör.
Hirschbiegel gjorde sig ett namn inom TV innan han 2001 gjorde sin debutfilm Experimentet. Även hans film Undergången - Hitler och Tredje rikets fall (2004) om Hitlers sista dagar uppmärksammades stort och nominerades till en Oscar för bästa utländska film.

## Filmografi i urval
- 2001 – Experimentet
- 2004 – Undergången - Hitler och Tredje rikets fall
- 2013 – Diana